# Sigara selecta
Sigara selecta är en insektsart som först beskrevs av Franz Xaver Fieber 1848.  Sigara selecta ingår i släktet Sigara, och familjen buksimmare. Arten har ej påträffats i Sverige.